# À la carte (Mongo Santamaría)
A La Carte è un album di Mongo Santamaría, pubblicato dalla Vaya Records nel 1978. Il disco fu registrato al "La Tierra Sound Studios" di New York.

## Tracce
Lato A
1. Smiling Brown Eyes – 5:08 (William Allen)
2. Asika – 3:15 (William Allen)
3. Gujiro – 5:08 (Marcelino Guerra)
4. Hey, You Sexy Thing – 4:15 (William Allen)

Lato B
1. Bomboro – 3:19 (Jorge Zamora)
2. It Feels So Good – 4:22 (Doug Harris)
3. Teresa – 5:07 (Bill O'Connell)
4. Nada mas – 4:09 (Doug Harris)
5. Umbalayeo – 2:32 (Mongo Santamaría, William Allen)

## Musicisti
- Mongo Santamaría - congas, bongos, cowbell, talking drum
- Mongo Santamaría - accompagnamento vocale (brano: A3)
- Mongo Santamaría - arrangiamenti (brano: B5)
- William Allen - arrangiamenti (brani: A1, A2, A4 & B5)
- Marty Sheller - arrangiamenti (brani: A3 & B1)
- Doug Harris - arrangiamenti (brani: B2 & B4)
- Bill O'Connell - arrangiamenti (brano: B3)
- Carol Woods - voce (brani: A1, A4 & B2)
- Peggy Harris - voce (brani: A1, A4 & B2)
- Hector Aponte - voce (brani: A3 & B1)
- Doug Harris - sassofono tenore, sassofono soprano, voce, flauto
- Wilfredo Velez - sassofono alto, sassofono soprano, sassofono baritono
- Hubert Eaves III - clarinetto (brano: B2)
- Mike Di Martino - tromba
- Armen Donelian - pianoforte
- Eddy Martinez - pianoforte (brani: A3 & B1)
- Bill O'Connell - pianoforte elettrico, pianoforte
- Nick Moroch - chitarra (brani: A1, A4 & B2)
- William Allen - basso elettrico (brani: A1, A4, B2 & B5)
- William Allen - guimbri (brano: B5)
- Lee Smith - basso elettrico (brani: A2 & B4)
- Guillermo Edgehill - basso elettrico (brani: A3 & B1)
- Steve Berrios - batteria, timbales
- Omar Hakim - batteria (brani: A1 & B2)
- "Cachete" Angel Maldonado - percussioni
- Carol Woods - accompagnamento vocale (brani: A1 & B2)
- Peggy Harris - accompagnamento vocale (brano: A4)
- Hector Aponte - accompagnamento vocale (brano: B5)
- Mario Muñoz Salazar - accompagnamento vocale (brano: B5)
- Olimpia Alfaro - accompagnamento vocale (brano: B5)
- Wilfredo "Moreno" Tejeda - accompagnamento vocale (brano: B5)